# Francesco Messina Denaro
Francesco Messina Denaro, soprannominato "Don Ciccio" (Castelvetrano, 20 gennaio 1928 – Castelvetrano, 30 novembre 1998), è stato un mafioso italiano, legato a Cosa nostra.
È stato il capo della "cosca" di Castelvetrano e del relativo mandamento, a partire dai primi anni ottanta. Era il padre del noto boss Matteo Messina Denaro.

## Biografia
Sposato con Lorenza Santangelo (1936 - Castelvetrano, 5 settembre 2024), padre di Rosalia, Bice, Giovanna, Patrizia, Salvatore e Matteo, svolgeva l'occupazione di fattore presso le tenute agricole della famiglia D'Alì, proprietari della Banca Sicula di Trapani (in quegli anni il più importante istituto bancario privato siciliano) e delle saline di Trapani e Marsala. 

### Le prime indagini
Nel 1957 fu indagato per il clamoroso sequestro-omicidio del notaio Francesco Craparotta e di tale Vito Bonanno: i carabinieri di Castelvetrano lo interrogarono il 16 maggio di quell'anno, ma nel 1964 venne scagionato da ogni accusa. Al 1990 risultava infatti ancora incensurato. In realtà era a capo del mandamento di Castelvetrano dopo la seconda guerra di mafia dei primi anni '80, quando con il mazarese Mariano Agate e con l'alcamese Vincenzo Milazzo fu alleato dei corleonesi contro le famiglie palermitane dei Badalamenti e quelle alcamesi dei Rimi e trapanesi dei Minore.
Nell'ambito del processo per l'omicidio avvenuto nel 1988 di Mauro Rostagno, i pentiti Angelo Siino e Vincenzo Sinacori hanno dichiarato che l'omicidio è stato voluto da Francesco Messina Denaro, il quale avrebbe dato incarico al boss trapanese Vincenzo Virga perché provvedesse all'uccisione di Rostagno. Secondo i collaboratori di giustizia Giovanni Brusca ed Angelo Siino e come ammesso dal figlio Matteo nel corso di un interrogatorio nel 2023, Francesco Messina Denaro si arricchì con il traffico di opere d'arte trafugate dal sito archeologico di Selinunte e sarebbe il mandante del furto dell'Efebo di Selinunte, recuperato dalla polizia a Foligno nel 1968.

### La latitanza
Il 23 gennaio 1990 l'allora procuratore capo di Marsala Paolo Borsellino, sulla base delle indagini condotte dal commissario Calogero Germanà, chiese la sorveglianza speciale, il divieto di dimora e il sequestro di tutti i beni di "don Ciccio" quale "esponente di primo piano della mafia del Belice", ma il Tribunale di Trapani rigettò la richiesta. Nell'ottobre dello stesso anno Borsellino emise un mandato di cattura nei suoi confronti per associazione mafiosa, ma Messina Denaro si diede alla latitanza.
Nel maggio 1992 Messina Denaro fu raggiunto da un altro mandato di cattura firmato da Borsellino a seguito delle dichiarazioni del collaboratore di giustizia Vincenzo Calcara, il quale accusò anche Antonino Vaccarino, ex sindaco di Castelvetrano, di essere affiliato alla locale cosca in cui ricopriva la carica di "consigliere" del capo Francesco Messina Denaro. Vaccarino querelò Calcara per calunnia ma i giudici prosciolsero il collaboratore di giustizia perché specificarono nelle sentenza del processo che erano «accertati e significativi rapporti tra il Vaccarino e altri esponenti dell'articolazione locale di Cosa Nostra, quali Francesco Messina Denaro [...]», con cui l'ex sindaco aveva costituito una cooperativa agricola; tuttavia nel processo denominato "Alagna Antonino + 30" scaturito dalle accuse di Calcara, Vaccarino venne condannato in via definitiva soltanto per traffico di stupefacenti ma assolto dall'accusa di associazione mafiosa, accusa per la quale Francesco Messina Denaro venne invece condannato a quindici anni di reclusione nello stesso processo.
Nel 1994 Messina Denaro, insieme al figlio Matteo, fu tra i 74 mandati di custodia cautelare dell'operazione Petrov, scaturita dalle dichiarazioni del collaboratore di giustizia Pietro Scavuzzo, ma continuò a restare latitante. Nel 1996, sempre insieme al figlio Matteo, venne colpito da un'altra ordinanza di custodia cautelare nell'ambito dell'operazione Omega,  condotta dai carabinieri con ottanta mandati di cattura e scaturita dalla accuse dei collaboratori di giustizia Antonio Patti, Salvatore Giacalone, Vincenzo Sinacori e Giuseppe Ferro, i quali ricostruirono più di vent'anni di delitti avvenuti nel trapanese. 

### La morte
Ricercato da più di otto anni, è morto il 30 novembre 1998, stroncato da un infarto. Per tutta la durata della sua latitanza fu assistito dal medico Vincenzo Pandolfo, originario di Partanna, il quale si consegnò alle autorità nel 2006. Il suo cadavere venne fatto ritrovare, già vestito di tutto punto per il funerale, adagiato lungo il muro di cinta sotto un ulivo nelle campagne tra Castelvetrano e Mazara del Vallo. Il funerale fu poi vietato per motivi di ordine e sicurezza pubblica. Le sue condizioni fisiche, già piuttosto precarie a causa di una disfunzione renale, erano precipitate per un malore avvenuto almeno 72 ore prima che qualcuno lo facesse ritrovare ai piedi dell’albero. Il giorno 27, infatti, era stato arrestato il figlio Salvatore, funzionario della Banca Sicula, perché sospettato di aver gestito alcuni affari poco chiari della sua famiglia. Il giorno dopo il ritrovamento della salma, il figlio Matteo, all’epoca latitante da cinque anni, affidò il suo necrologio ai giornali siciliani.